# ГЕС-ГАЕС Ружин
ГЕС-ГАЕС Ружин — одна з гідроакумулюючих електростанцій Словаччини, розташована на сході країни в Кошицькому краї, на північний захід від столиці регіону.
Електростанція споруджена в долині гірської річки Горнад, перегородженої двома дамбами. Верхня, завершена у 1967 році, утворила водосховище з об'ємом 59 млн м3. Окрім виробництва електроенергії, його використовують також для забезпечення водою промислово розвиненого регіону Кошиці. Нижнє водосховище, споруджене як компенсаційний резервуар у 1972 році, має об'єм 4,5 млн м3. Абсолютна більшість виробленої станцією електроенергії пов'язана з використанням природного стоку річки Горнад та її приток Гнилець та Бєла, які тепер впадають напряму до водосховища.
На ГАЕС Ружин уперше в Словаччині встановили оборотні турбіни типу Френсіс. Кожна з двох турбін здатна розвивати потужність у 30 МВт.
У комплексі з ГАЕС діє мала ГЕС Ружин потужністю 2 МВт, введена в експлуатацію у 1974 році на основі нижнього компенсаційного резервуару.